# マイコン・ドウグラス・ダ・シウヴァ・ネリス
マイコン・ドウグラス（Maykon Douglas）ことマイコン・ドウグラス・ダ・シウヴァ・ネリス（ポルトガル語: Maykon Douglas da Silva Neris、2001年4月11日 - ）は、ブラジルのサッカー選手。ポジションはMF。

## 来歴
ECヴィトーリアで2020年2月15日に行われたカンピオナート・バイアーノで先発出場し選手初出場を記録した。2022年にボタフォゴFRに期限付き移籍をしたが、トップチームの出場機会はなかった。2023年1月にAAマグアリに期限付き移籍し、カンピオナート・ペルナンブカーノで出場を記録した。
同年3月にJ3リーグのFC大阪に同年末迄の期限付き移籍で加入する事が発表された。しかし同年7月26日に出場がないまま、期限付き移籍の打ち切りが発表され退団した。
2024年は再びAAマグアリに期限付き移籍した後、マグアリに完全移籍してAAカウデンセに期限付き移籍をした。同年夏にウズベキスタン・スーパーリーグのPFCディナモ・サマルカンドに完全移籍、8月10日に同リーグで出場して、自身初の全国リーグ出場となった。

## 個人成績
| 2023   | FC大阪 | 38     | J3     | 0 | 0 | 0 | 0 | 0 | 0 |
| 通算   | 日本   | 日本   | J3     | 0 | 0 | 0 | 0 | 0 | 0 |
| 総通算 | 総通算 | 総通算 | 総通算 | 0 | 0 | 0 | 0 | 0 | 0 |